# Dender Hockey
Dender Hockey  is een Belgische hockeyclub uit Ninove.

## Geschiedenis
Dender Hockey werd opgericht in 2015 in deelgemeente Pollare en was de eerste hockeyclub in Ninove. Ze groeide in minder dan een jaar uit tot negentig leden. Het terrein in Pollare werd te klein en de ploeg verhuisde in 2019 naar een nieuw hockeyveld aan de Stuypenberg in deelgemeente Outer. De club beschikt over een waterveld.

## Ploegen
Anno 2022 heeft Dender Hockey drie volwassenploegen en meer dan 23 jeugdploegen in competitie. Ook wordt er G-hockey georganiseerd. Per 2022 is de club met meer dan 380 leden uitgegroeid tot de grootste sportclub van Ninove.